# Leif Rovsing
Ludvig Leif Sadi Rovsing (* 27. Juli 1887 in Kopenhagen; † 17. Juni 1977 in Ordrup) war ein dänischer Tennisspieler.

## Leben
Rovsing wurde als uneheliches Kind von Marie Katrine Quist (1856–1931) und Elif Harald Rovsing (1846–1910) geboren. Sein Vater war Großhändler.
Rovsing nahm 1912 am Tenniswettbewerb der Olympischen Sommerspiele in Stockholm teil. Im Rasen-Einzel unterlag er zum Auftakt dem Schweden Charles Wennergren denkbar knapp in fünf Sätzen. Im Doppel trat er mit Victor Hansen an. Sie schieden gegen die Russen Alexander Alenizyn und Michail Sumarokow-Elston in vier Sätzen aus. 1910 nahm Rovsing einmal an den Wimbledon Championships teil, wo er jeweils im Einzel und Doppel früh ausschied. Fünfmal konnte er zwischen 1907 und 1916 die dänischen Meisterschaften im Doppel gewinnen. Sein größter Erfolg war das Erreichen des Finals 1923 bei den Tennis-Hallenweltmeisterschaften zusammen mit Erik Tegner.
Rovsings Vater starb 1910 und hinterließ ihm ein großes Erbe, das Leif gut investierte und sich so stärker auf Tennis konzentrieren konnte. 1917 wurde seine Karriere abrupt beendet, als ihn der Dansk Tennis Forbund, der damals noch als Teil der Danish Boldspil-Union fungierte, wegen seiner Homosexualität vom Turnierbetrieb ausschloss. Zunächst nur bis 1921 wirksam, trat die Turniersperre 1923 wieder in Kraft. Rovsing kämpfte bis 1928 vor Gericht gegen das Urteil, welches letztlich als rechtens eingestuft wurde. Da Rovsing kein Tennis bei anderen Turnieren spielen durfte, gründete er 1919 seinen eigenen Verein, den Dansk Tennis Club und ließ eigens in Hellerup, einem Vorort von Kopenhagen, eine Halle dafür bauen.
Seine Turniersperre nahm Rovsing als Anlass, sein Leben fortan dafür einzusetzen, die Rechte von Homosexuellen zu stärken. Er reiste und hielt Vorlesungen zu dem Thema, schrieb Texte, um auf das Thema aufmerksam zu machen und profitierte dabei von seinem Vermögen. In den 1950er-Jahren schrieb er für Schwulen-Zeitschriften. 1955 wurde er verhaftet, nachdem er Sex mit einem unter 18-jährigen Prostituierten gehabt haben soll. Letztlich bekam er nur eine 30-tägige Haftstrafe auf Bewährung. Die Jahre ab 1970 verbrachte er in einem Altenheim. Sein Vermögen vererbte er vollständig an den Dansk Tennis Club, wo es zur Instandhaltung und andere Non-Profit-Zwecke dienen sollte.